# Karine Schrenzel
Karine Schrenzel, née le 2 octobre 1979 à Paris, est une femme d'affaires et entrepreneure française. Elle est cofondatrice et dirigeante du groupe Shopinvest depuis 2011 et PDG de la marque 3 Suisses, depuis 2018.
En novembre 2018, Karine Schrenzel et son associé rachètent les 3 Suisses. Deux années après, ils rachètent le e-commerçant de la high-tech Rue du Commerce.

## Biographie
Issue d’une famille d’entrepreneurs, Karine Schrenzel grandit aux États-Unis avant de revenir en France. En 2003, elle est diplômée de l’ESCP. Elle entre dans le cabinet de conseil McKinsey & Company où elle reste deux ans, de 2003 à 2005, en tant que consultante. Elle y rencontre Olivier Gensburger, consultant de 2004 à 2007, qui deviendra son mari et associé. 
En 2019, Karine Schrenzel se hisse à la 15e place du Classement Choiseul des cent leaders économiques de demain de moins de 40 ans.

## Le groupe Shopinvest
Karine Schrenzel s’associe avec son mari Olivier Gensburger, afin de créer Shopinvest, un groupe spécialisé dans le commerce en ligne. Le financement des premières acquisitions est bouclé en deux mois grâce à une levée de fonds de 1,2 M€. En dix ans, Shopinvest a acquis de nombreux sites internet dans les cosmétiques, le prêt-à-porter, l’high tech, la maroquinerie, les bijoux et montres, les meubles, la décoration et la lingerie : aux côtés de MenCorner, il y a Comptoir de l'Homme, LemonCurve, Fitancy, Bijourama, Lookeor, DeclikDeco,. 
En 2018, les dirigeants reprennent la marque patrimoniale 3 Suisses. 
En avril 2020, le groupe Shopinvest rachète le site Rue du Commerce,,.